# イカリア県

イカリア県
Περιφερειακή ενότητα Ικαρίας測地系: 北緯37度40分 東経26度20分 / 北緯37.667度 東経26.333度座標: 北緯37度40分 東経26度20分 / 北緯37.667度 東経26.333度

イカリア県（イカリアけん、Περιφερειακή ενότητα Ικαρίας）は、ギリシャ共和国の北エーゲ地方を構成する行政区（ペリフェリアキ・エノティタ）のひとつ。イカリア島（Ικαρία / Ikaria）などの島々からなる。

## 地理
2011年の行政区画再編により、サモス県から分割された。

## 行政区画

サモス県(1)とイカリア県(2,3)

### 市（ディモス）
イカリア県は、以下の自治体（ディモス、市）から構成される。面積の単位はkm²、人口は2001年国勢調査時点。
|   | 自治体名           | 綴り            | 政庁所在地              | 面積  | 人口  |
| - | ------------------ | --------------- | ----------------------- | ----- | ----- |
| 2 | イカリア           | Ικαρία          | アイオス・キリコス (el) | 254.4 | 8,312 |
| 3 | フルニ・コルセオン | Φούρνοι Κορσέων | フルニ (el)             | 45.2  | 1,469 |

### 旧自治体（ディモティキ・エノティタ）

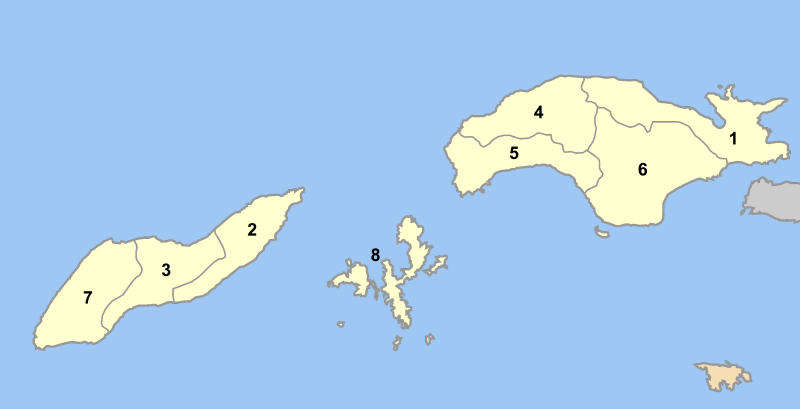
旧サモス県の旧自治体（1999年 - 2010年）

現在のイカリア県の地域は、カリクラティス改革（2011年1月施行）以前にはサモス県に属していた。改革にともない、現在のイカリア県が成立した。旧自治体は新自治体（ディモス）を構成する行政区（ディモティキ・エノティタ）となっている。
下表の番号は上図と対応している。「政庁所在地」欄で太字になっているものは、新自治体の政庁所在地となったものを示す。
|   | 旧自治体           | 綴り            | 政庁所在地         | 新自治体               |
| - | ------------------ | --------------- | ------------------ | ---------------------- |
| 2 | アイオス・キリコス | Άγιος Κήρυκος   | アイオス・キリコス | イカリア（イカリア県） |
| 3 | エヴディロス       | Εύδηλος         | エヴディロス       | イカリア               |
| 7 | ラヘス             | Ράχες           | ラヘス             | イカリア               |
| 8 | フルニ・コルセオン | Φούρνοι Κορσέων | フルニ (el)        | フルニ・コルセオン     |

- Διοικητική διαίρεση νομού Σάμου (πρόγραμμα Καποδίστριας) - 旧サモス県の自治体・集落一覧（1999年 - 2010年）